# Сльози щастя
«Сльози щастя» («Happy Tears») — американська комедійна кінодрама 2009 року, знята режисером Мітчеллом Ліхтенштайном.

## Сюжет
Сестри Джейн і Лора повертаються в будинок, де вони виросли, щоб вирішити долю свого батька. Йому вже за сімдесят, і скоро він уже не зможе сам піклуватися про себе. У дочок Джо різне до нього ставлення. Лора — мати двох малолітніх дітей, еколог, що віддає всі сили роботі, підозрює, що батькові знадобиться допомога. Джейн нещодавно важко народила дитину і хвилюється, що її чоловікові не вистачає часу на сім'ю. Здається, майбутнє батька Джейн мало турбує. У рідному домі їм доведеться пильно поглянути на своє життя, з'ясувати стосунки, згадати безліч дитячих образ. І вирішити, що якщо вони і змусять одне одного плакати, то нехай це будуть сльози тільки від щастя.

## У ролях
- Паркер Позі — Джейн
- Джуліанна Конфорті — молода Джейн
- Жаклін Конфорті — молода Джейн
- Демі Мур — Лора
- Алісса Кляйн — молода Лора
- Ріп Торн — Джо
- Себастьян Роше — Лоран
- Еллен Баркін — Шеллі
- Крістіан Камарго — Джексон
- Віктор Слезак — Елі Белл
- Девід Л. Кінг — доктор Сімс
- Олдос Девідсон — офіціант
- Річард Барлоу — Мітч
- Біллі Магнуссен — Рей
- Андерсон Фолсом — молодий Рей
- Сьюзен Бломмарт — Меллорі
- Сюзанн Інман — медсестра
- Селія Вестон — сусідка
- Том Макнатт — сусід
- Мерилін Йоблік — розпродажниця
- Роджер Ріс — антикварний дилер
- Бенджамін Брандрет — Бен

## Знімальна група
- Режисер — Мітчелл Ліхтенштайн
- Сценарій — Мітчелл Ліхтенштайн
- Продюсер — Джойс М. П'єрполін
- Оператор-постановник — Джеймі Андерсон
- Монтаж — Джо Ландауер
- Композитор — Роберт Міллер